# Thamnomanes
Thamnomanes is een geslacht van vogels uit de familie Thamnophilidae. Het geslacht telt vier soorten:
- Thamnomanes ardesiacus  –  Grijskeelmierklauwier
- Thamnomanes caesius  –  Temmincks mierklauwier
- Thamnomanes saturninus  –  Sombere mierklauwier
- Thamnomanes schistogynus  –  Blauwe mierklauwier